# Run to You (singel Roxette)
Run to You – singel szwedzkiego duetu Roxette. Został wydany w listopadzie 1994 r. jako czwarty singel promujący album Crash! Boom! Bang!.
W 1996 roku duet nagrał hiszpańskojęzyczną wersję tej piosenki pod tytułem "Directamente a ti" i zamieścił ją na płycie Baladas En Español. Znalazła się ona również na singlu "No sé si es amor" promującym płytę.

## Utwory
- Run to You
- Don't Believe in Accidents (demo spring '88)
- Crash! Boom! Bang! (demo may '93)
- Almost Unreal (demo february '93)